# العديدية (المضاربة والعارة)

تعديل مصدري - تعديل

العديدية هي إحدى قرى عزلة العارة بمديرية المضاربة والعارة التابعة لمحافظة لحج، بلغ تعداد سكانها 176 نسمة حسب تعداد اليمن لعام 2004.